# Clase Defender
La patrullera Clase Defender, también llamado Response Boat – Small (RB-S) y Response Boat – Homeland Security (RB-HS), es una patrullera estándar introducida por el servicio de Guardacostas de Estados Unidos en 2002. Fue introducida en la Armada de Chile en 2007.

## Funciones
Sirven en una gran variedad de misiones, incluyendo búsqueda y rescate, seguridad portuaria y labores de resguardo de la ley reemplazando una serie de otros buques no estándar. La longitud de construcción del casco es de 25 pies y el barco se refiere oficialmente como tal. Sin embargo, la longitud total con motores montados es de aproximadamente 29 pies (8,8 m). Funciona con dos motores fueraborda de 225 hp (168 kW), que son capaces de alcanzar velocidades superiores a 46 nudos (85 km/h) y tienen un rango de 150 a 175 millas náuticas (324 km), en función de la clase. El barco requiere un equipo mínimo de dos personas, pero tiene una capacidad de carga para 10 personas. El barco es fácilmente remolcable y puede ser transportado por un C-130 Hercules o un camión.
Aunque es similar en apariencia a un bote inflable de casco rígido, el Defender es en realidad un buque de casco de aluminio, equipado con un collar de flotación lleno de espuma rígida. Los barcos son construidos por SAFE Boats International (Secure All-around Flotation Equipped) de Port Orchard, Washington, vendedor de buques gubernamentales y de protección de la ley.

## Diseño
La clase Defender utiliza un casco profundo rígido en V construido en aluminio de grado marino. Aunque es similar en apariencia a un bote inflable de casco rígido es en realidad hecha de espuma de polietileno rígido. El barco es accionado por dos motores fuera de borda 225 caballos de fuerza (168 kW), por lo general Honda de cuatro tiempos, aunque motores Mercury y Johnson también se han utilizado. Puntos de remolque se montan a proa y a popa, que también sirven como puntos de montaje para ametralladoras M240B o M60.

## Variantes

### Clase A
El Defender clase A o Barco de Respuesta - Seguridad Nacional (RB-HS) fue la primera versión de la clase Defender y entró en servicio en 2002. Algunos barcos de clase A están en servicio con el Equipo de Respuesta de Seguridad Marítima (MSRT) y tienen collares de flotación grises en lugar de los naranja más comunes.

### Clase B
El Defender clase B, también conocido como Barco de respuesta pequeño (Response Boat - Small o RB-S por sus siglas em inglés) es otro desarrollo de la Clase A. 
Entró primeramente en servicio en 2003 con una cabina ligeramente alargada, ventanas adicionales de popa, asientos de cabina con mitigación de choque, un tanque de combustible 105 litros más pequeño, y otros cambios menores. Es la más común de las tres clases.

### Clase C
La clase Defender C, a veces conocido como Barco de respuesta Pequeño - Charlie, y es una modificación de la clase B, diseñado como un reemplazo de los envejecidos barcos de Seguridad Portuaria transportables (TPSB) de 25 pies (7,6 m) utilizados actualmente por las Unidades Seguridad Portuaria. La clase C tiene un collar de espuma gris, un sistema de climatización de cabina, y un aumento de su armamento (una ametralladora M2HB calibre .50 en un montaje modificado adelante y dos ametralladoras M240B a babor y estribor montadas justo detrás de la cabina). Los primeros barcos de clase C fueron entregados a la Unidad de Seguridad Portuaria 305 en mayo de 2008 para las pruebas y entró en servicio operacional en la Estación Naval de la Bahía de Guantánamo, Cuba.

## Vida de servicio y reemplazo
Con los barcos de la clase Defender se acercándose al final de su vida útil de 10 años, la Guardia Costera emitió una solicitud de propuestas para el diseño de reemplazo para un barco de respuesta pequeño. La solicitud era para un barco de 25-30 pies, con montajes de armas, una velocidad mínima de 40 nudos y un alcance de al menos 150 millas náuticas.

Los contratos fueron entregados a dos empresas, uno de SAFE Boats International y otro de Metal Shark Aluminum Boats, para ser probados y el 26 de septiembre de 2011 los Guardacostas entregaron el contrato a Metal Shark Aluminum Boats para la producción de 38 barcos de respuesta pequeños.

### Desarrollos relacionados
- Barco de respuesta mediano

### Listas relacionadas
- Equipamiento de los Guardacostas de Estados Unidos

## Galería

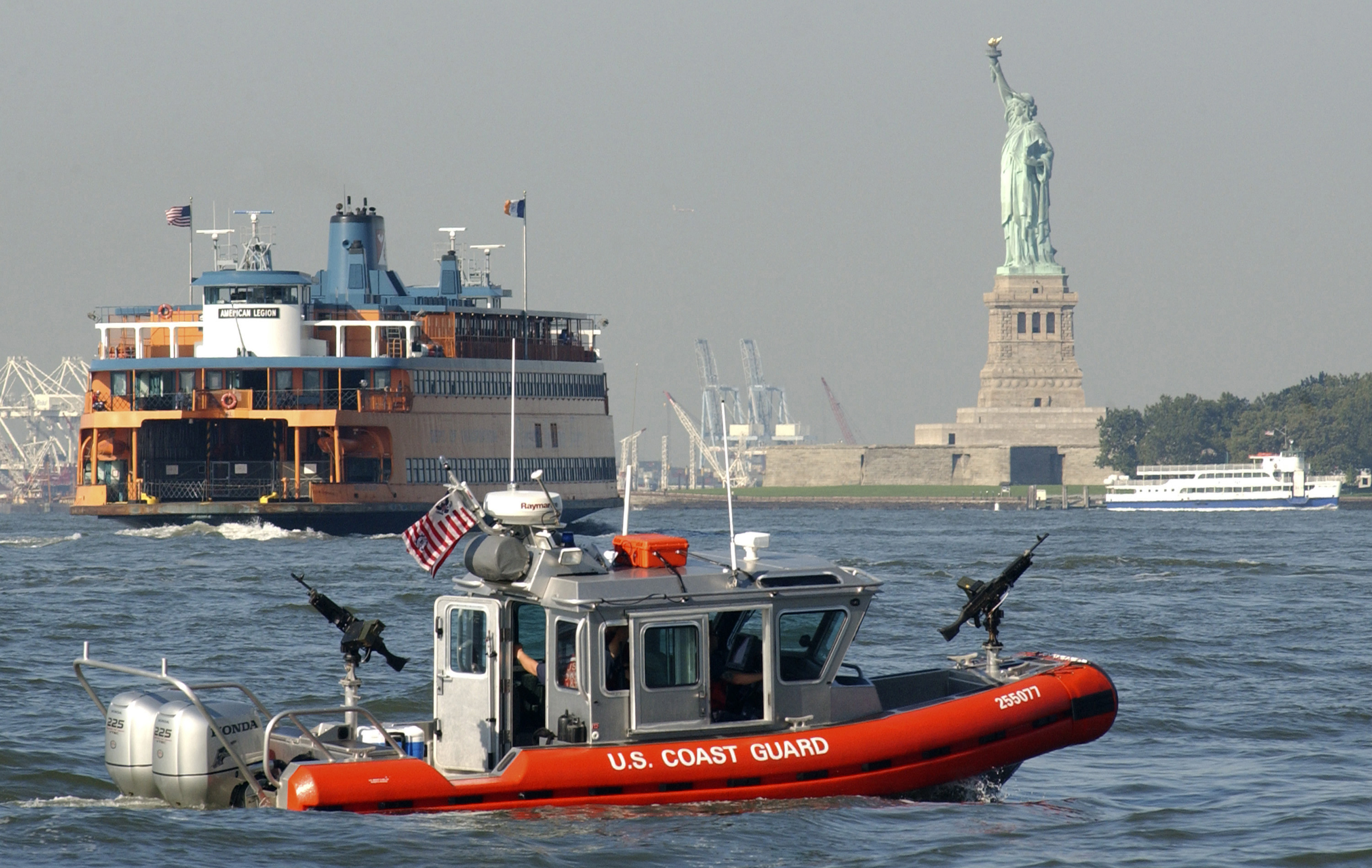
Una patrullera Clase Defender A de 25 pies del Equipo de seguridad y seguridad marítima 91106 en el Puerto de Nueva York
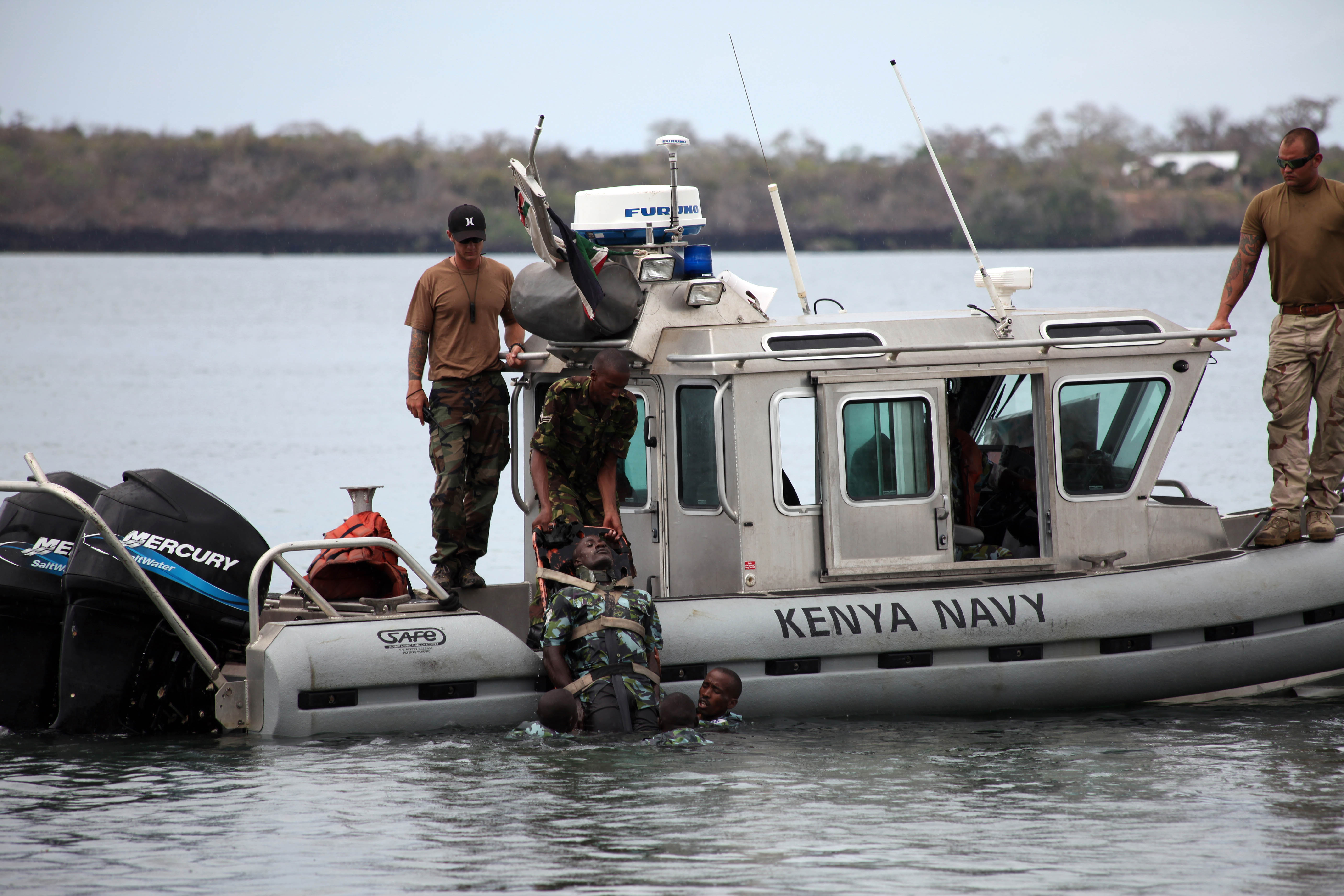
Una patrullera clase Defender en servicio con una unidad de barcos especiales de la Marina de Kenia
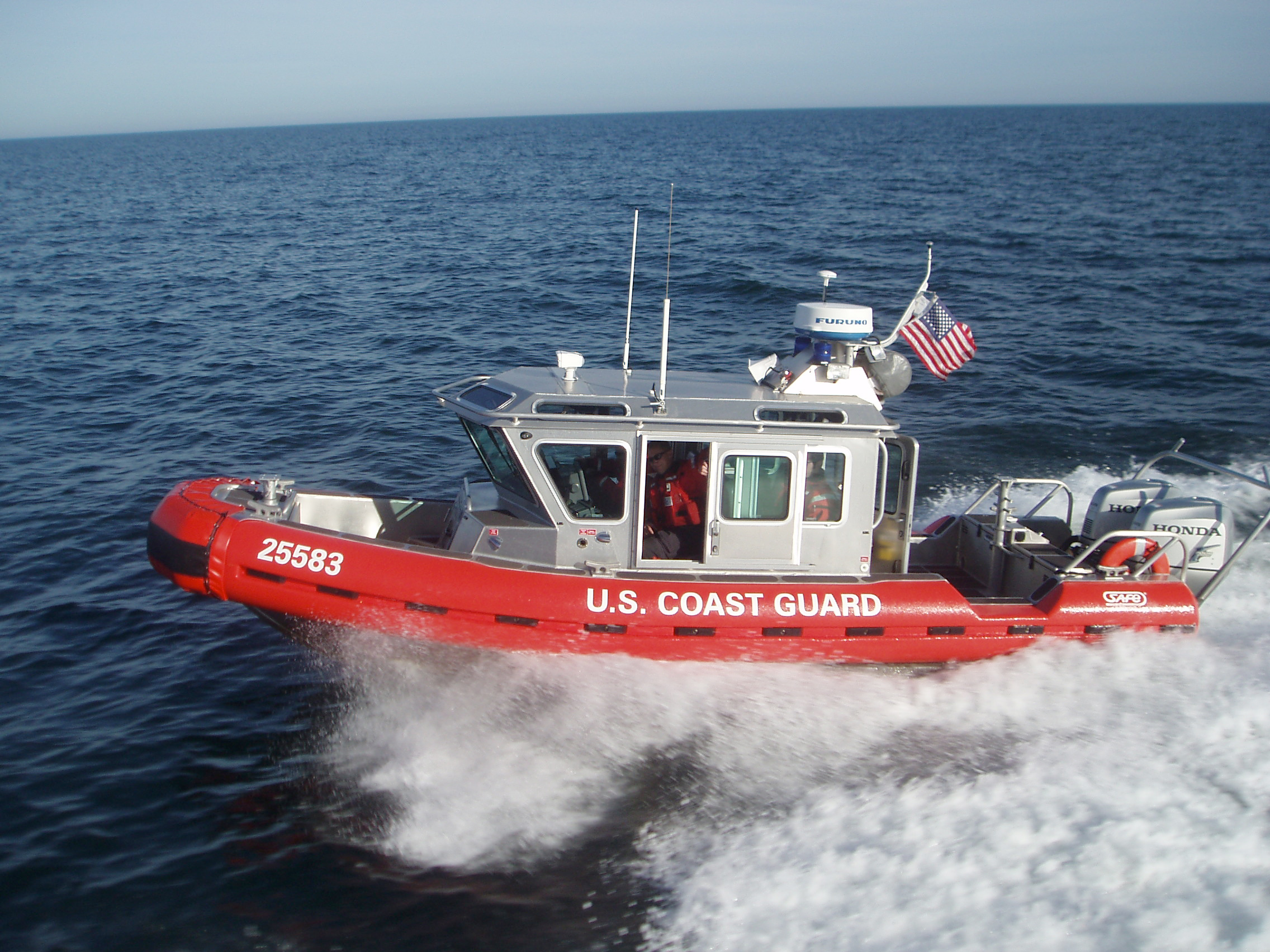
Defender A de los Guardacostas de Estados Unidos.
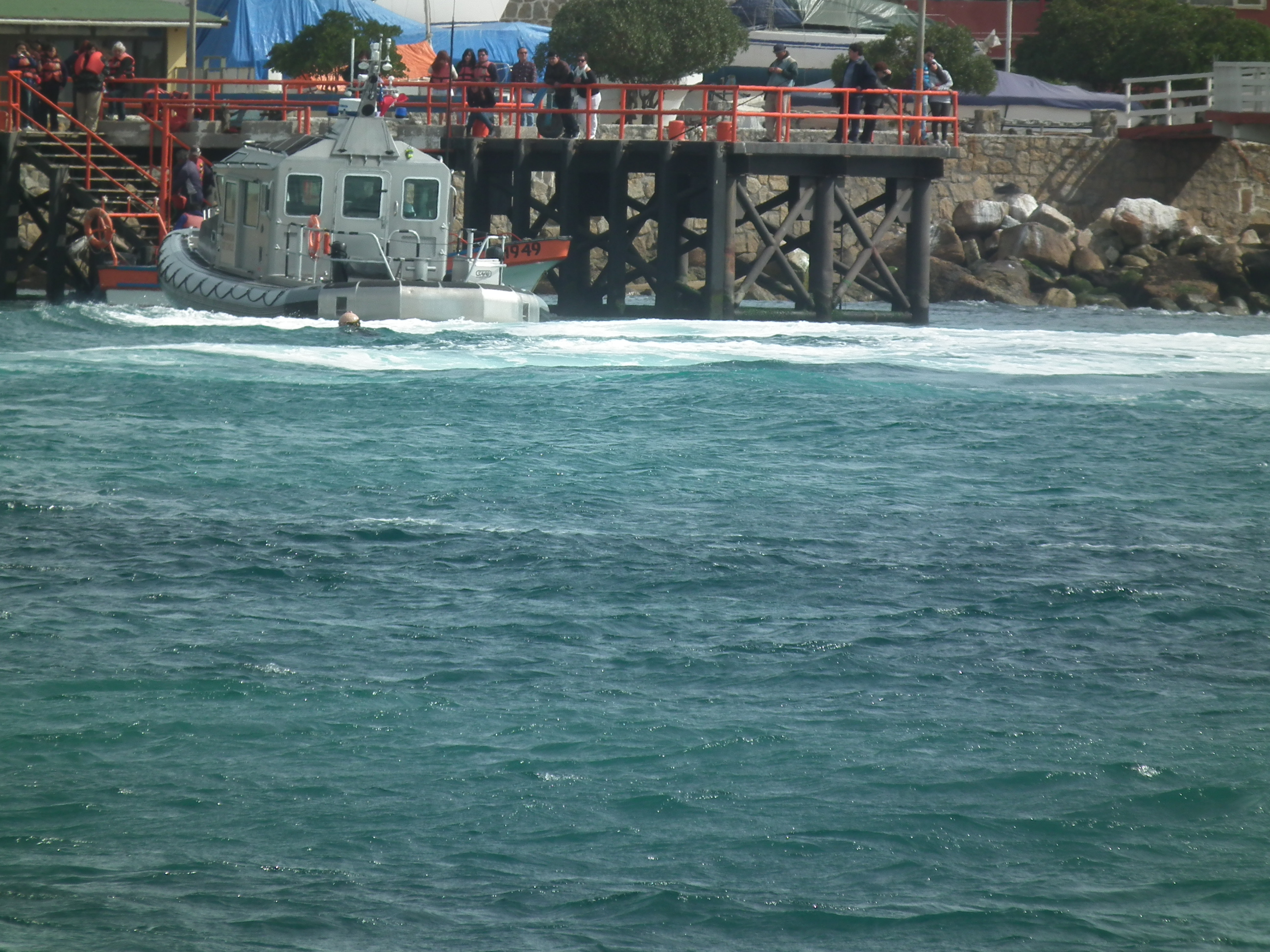
Patrullera Clase Defender atracando en el muelle de El Quisco, Chile. Atrás se ve el Club de yates El Quisco
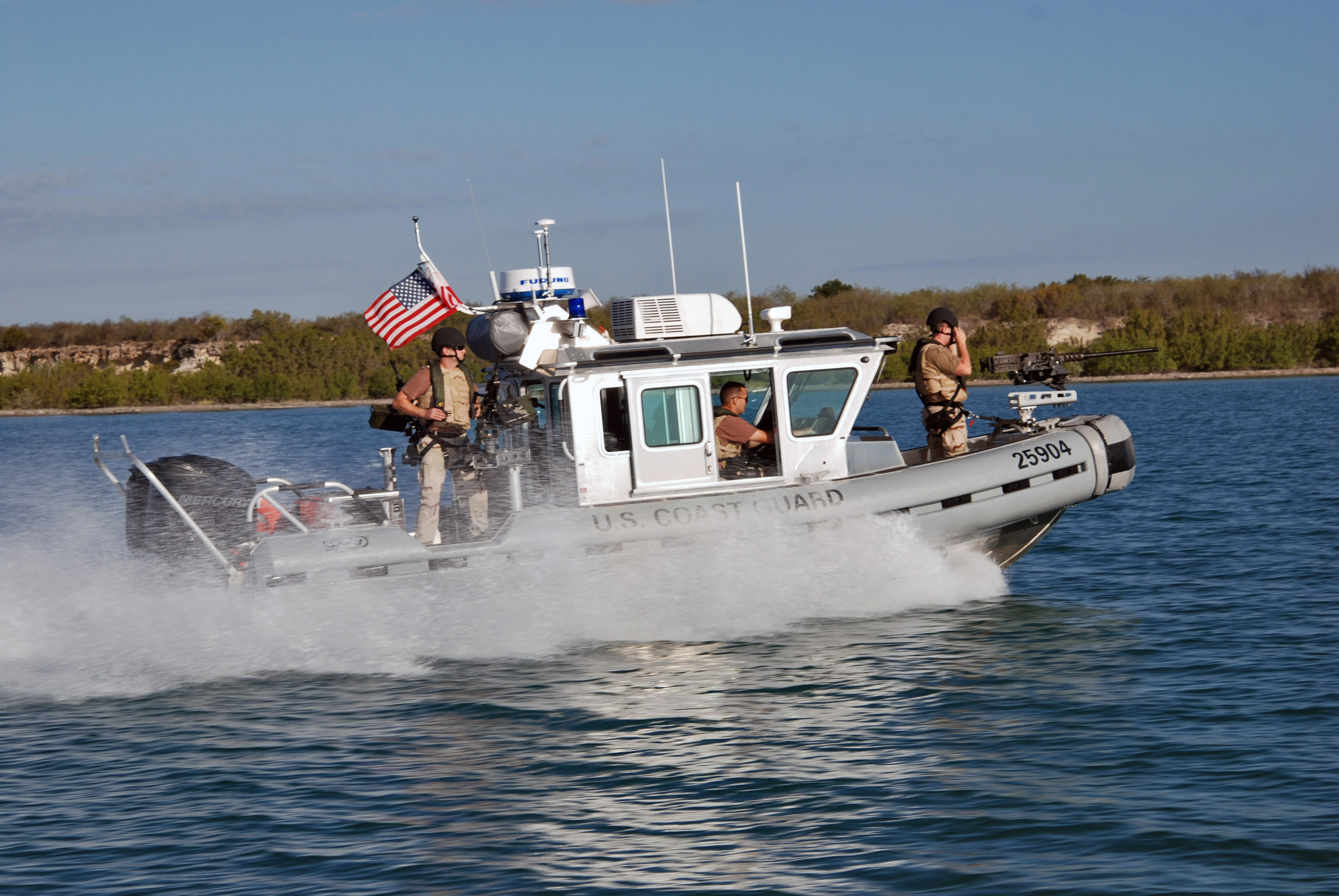
Un barco de la clase C Defender en patrulla cerca de la Bahía de Guantánamo